# Cleisostoma minax
Cleisostoma minax là một loài thực vật có hoa trong họ Lan. Loài này được (Rchb.f.) Seidenf. mô tả khoa học đầu tiên năm 1995.